# TrustPort
TrustPort – czeskie przedsiębiorstwo z siedzibą w Brnie, produkujące oprogramowanie antywirusowe o takiej samej nazwie dla komputerów klasy PC oraz urządzeń z systemem Android.
TrustPort był początkowym rozwiązaniem bezpieczeństwa opracowywanym w ramach firmy AEC, od jej powstania w 1991 roku. Na początku został zaprojektowany specjalnie dla potrzeb korporacyjnych, zarówno w kierunku ochrony stacji roboczych (komputerów), jak i w kierunku ochrony całej sieci firmy.

## Historia oprogramowania
Pierwszym programem, który powstał poprzez integrację kilku rozwiązań bezpieczeństwa, było kompleksowe oprogramowanie TrustPort Workstation. Wkrótce w toku dalszych prac poprzez połączenie technologii antywirusowych i antyspamowych powstał TrustPort Internet Gateway. Od roku 2000 produkty TrustPort są nagradzane w kategorii jakość poprzez niezależne laboratoria testujące oprogramowanie antywirusowe. Technologia antywirusowa TrustPort stała się stałym uczestnikiem zarówno na testach AV-Comparatives i testach magazynu Virus Bulletin.
W styczniu 2008 roku doszło do przejęcia firmy AEC przez firmę Cleverlance. TrustPort jako niezależna firma powstała w marcu 2008 r., z podziału AEC. Nazwa TrustPort Workstation została zmieniona na TrustPort PC Security, lepiej odpowiadającą  charakterowi produktu, który służy do ochrony komputerów osobistych, komputerów stacjonarnych i notebooków. W tym samym czasie składnik TrustPort Antivirus został wydany jako oddzielny produkt dla tych klientów, którzy nie potrzebują dodatkowych narzędzi bezpieczeństwa.
Od 2011 firma posiada w Polsce oficjalnego przedstawiciela z siedzibą w Gdyni.